# Cornelia Böttcher
Cornelia Böttcher (* 25. Juli 1977 in Frankfurt am Main) ist eine ehemalige deutsche Tischtennis-Nationalspielerin, die an der Weltmeisterschaft 1997 teilgenommen hat.

## Jugend
Böttcher begann ihre Karriere beim Verein TTC Assenheim. Bereits in jungen Jahren erzielte sie zahlreiche Erfolge, oft im Doppel mit Nina Wolf. So wurde sie bei den deutschen Schülermeisterschaften 1989/90 Zweite im Doppel, ein Jahr später Deutsche Meisterin im Einzel und 1991/92 im Platz eins Doppel. Bei den deutschen Jugendmeisterschaften holte sie den Titel 1992/92 und 1994/95 im Doppel. 1993/93 erreichte sie im Einzel und Doppel das Endspiel. 1996 wurde sie Deutsche Juniorenmeisterin im Einzel und Vizemeisterin im Mixed mit Thomas Theissmann. Fünfmal wurde sie für Schüler- und Jugend-Europameisterschaften nominiert, wobei sie drei Bronzemedaillen gewann.

## Erwachsene national
Bei den Erwachsenen wurde sie fünfmal Hessenmeisterin, nämlich 1994 im Einzel, 1993 bis 1995 jeweils mit Nina Wolf im Doppel sowie 1996 im Doppel mit Nadine Schmidt. Weitere vier Titel holte sie bei den Südwestdeutschen Meisterschaften, nämlich 1993 im Doppel mit Nina Wolf, 1994 und 1995 im Einzel sowie 1996 im Doppel mit Nadine Schmidt. 2002 gewann sie die deutsche Hochschulmeisterschaft.
Nachdem sie mit dem TTC Assenheim von der Hessenliga bis in die Bundesliga aufgestiegen war, wechselte Böttcher 1996 zum FC Langweid in die Bundesliga. Mit dessen Damenmannschaft wurde sie 1999 und 2000 Deutscher Meister. 2000/2001 spielte sie mit TV Ochsenfurt in der 2. Bundesliga. Danach schloss sie sich dem TSV Schwabhausen an, wo sie noch heute in der Regionalliga spielt. 2009 erreichte sie bei den Bayerischen Meisterschaften im Mixed mit Philipp Floritz das Endspiel.

## Erwachsene international
Erstmals wurde Böttcher im Januar 1997 in die Nationalmannschaft berufen. Im Europaliga-Kampf gegen England gewann sie das Einzel gegen Nicola Deaton. Weitere Einsätte in der Europaliga folgten: Im  September 1997 gegen England und im Dezember 1998 gegen Russland.
1997 wurde Böttcher für die Individualwettbewerbe der Weltmeisterschaft in Manchester nominiert. Hier überraschte sie in Runde 1 des Einzelwettbewerbs mit einem Sieg gegen die Nummer 51 der Weltrangliste Gong Yuechun aus China. Danach verlor sie gegen die Koreanerin Ryu Ji Hae. Im Doppel mit Christina Fischer schied sie in der ersten Runde gegen Alessia Arisi/Laura Negrisoli (Italien) aus. Im Mixed mit Timo Boll setzte sie sich in der Qualifikationsrunde gegen Ryan Jenkins/Bethan Deborah Daunton (Wales) und Marc Schreiber/Sandra Busin (Schweiz) durch. In der Hauptrunde verloren sie gegen Ma Lin/Wang Chen (China).

## Funktionärstätigkeit
Seit 2009 ist Böttcher ehrenamtlich Vorsitzende der Kontrollkommission des Deutschen Tischtennis-Bundes DTTB.

## Privat
Nach bestandenem Abitur am Heidelberger Bunsen-Gymnasium besuchte Böttcher sechs Jahre lang das Deutsche Tischtennis-Zentrum (DTTZ) in Heidelberg. 1996 verpflichtete sie sich als Zeitsoldatin bei der Sportfördergruppe der Bundeswehr in Neubiberg bei München. Ende 2007 trat sie eine Stelle als Staatsanwältin in Augsburg an, später arbeitete sie als vorsitzende Richterin am Landgericht Augsburg. Sie hat einen Sohn.

## Turnierergebnisse
| Verband | Turnier           | Jahr | Ort        | Land | Einzel    | Doppel    | Mixed      | Team |
| ------- | ----------------- | ---- | ---------- | ---- | --------- | --------- | ---------- | ---- |
| GER     | Pro Tour          | 1997 | Kalmar     | SWE  |           | Rd 1      |            |      |
| GER     | Pro Tour          | 1997 | Belgrad    | YUG  | letzte 32 | letzte 16 |            |      |
| GER     | Pro Tour          | 1997 | Chiba      | JPN  | Rd 1      | Rd 1      |            |      |
| GER     | Weltmeisterschaft | 1997 | Manchester | ENG  | letzte 64 | letzte 64 | letzte 128 |      |